# Telenomus flavipes
Telenomus flavipes är en stekelart som först beskrevs av William Harris Ashmead 1893.  Telenomus flavipes ingår i släktet Telenomus och familjen Scelionidae. Inga underarter finns listade i Catalogue of Life.